# Coulrofobie

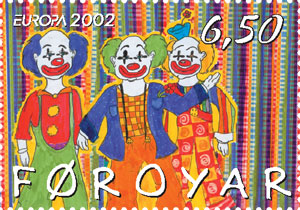
Klauni

Coulrofobie je abnormální nebo přehnaný strach z klaunů. Slovo není považováno za odborný psychologický termín. Coulrofobií většinou trpí děti, dá se ale i pozorovat mezi staršími dětmi a dospělými. Strach získávají většinou z osobní negativní zkušeností s klauny nebo z negativního obrazu klaunů z televize. Trpí jí například známý americký herec Johnny Depp.[zdroj?] Termín Coulrofobie není uveden v ICD-10 = Světové zdravotnické organizace ani v kategorii poruch = DSM-5 v americké psychiatrické asociaci.

## Léčení
Můžeme jí léčit mnoha různými způsoby, např. zvládat svoje emoce a pocity, které jsou zakotveny s obrazem klauna.